# Karl Widmaier
Karl Johann Widmaier (* 9. Dezember 1886 in Haigerloch; † 2. November 1931 in Hechingen) war ein deutscher Schriftsteller, daneben bildender Künstler und Komponist.

## Leben
Der jüngste Sohn des Rechnungsrats Sebastian Widmaier und dessen Frau Katharina Widmaier geb. Wild besuchte die bekannten Bildungsstätten der Zisterzienser in Mehrerau am Bodensee und der Benediktiner in Metten (Niederbayern). Längere Zeit wohnte die Familie in Wiesbaden; am dortigen humanistischen Gymnasium legte Widmaier die Reifeprüfung ab. Anschließend studierte er Philologie mit den Fächern Deutsch, Französisch und Latein an den Universitäten Straßburg, Genf, Paris, Berlin und Bonn. Private Studien führten ihn im Sommer 1911 nach Rom; 1912 absolvierte er die Turnlehrerprüfung in Spandau, im Frühjahr 1914 die Staatsprüfung an der Universität Bonn.
Bei Kriegsanbruch 1914 wurde er als Ersatzreservist eingezogen und diente in der Champagne, an Mosel und Maas. 1917 wurde er aus der Front zurückgezogen und musste sich in Tübingen einer schweren Magenoperation unterziehen.
Widmaier wurde aus dem Heeresdienst entlassen und trat in den höheren Schuldienst ein, zunächst in Barmen, dann in Elberfeld; nach kurzer Krankheit war er Hauslehrer auf dem Rittergut Heiligenroda in der Rhön; von 1918 bis zu seinem Tod gehörte er dem Lehrkörper des Staatlichen Realreformgymnasiums in Hechingen an.
1923 promovierte er an der Universität Tübingen zum Doktor der Philosophie mit der Schrift Die ästhetischen Ansichten Herders in seinem kritischen Wäldchen und ihre Herkunft. 1927 wurde er zum Studienrat ernannt. Eine Italienreise im Sommer 1928 gab künstlerische Anregungen. In Heidelberg erfolgte eine zweite Magenoperation, aber sein Leiden verschlimmerte sich weiter; vierundvierzigjährig starb er an einer Magennervenlähmung.
Seit 1921 war Karl Widmaier mit Elisabeth Widmaier geb. Buchholz verheiratet; drei Söhne gingen aus der Ehe hervor.

## Künstlerisches Schaffen
Widmaier pflegte engen Kontakt mit dem Privatgelehrten Hans Kayser und den Schriftstellern Anton Gabele und Johannes Schmid. Die vier schrieben sich vierteljährliche Berichte, die im Nachlass Kaysers vorliegen. Die Kaysersche Druckerei veröffentlichte Widmaiers Drama Der Diktator. Für die von Kayser herausgegebene und im Insel-Verlag erschienene Reihe Der Dom – Bücher deutscher Mystik widmete sich Widmaier den Schriften Johann Georg Hamanns.
Sein künstlerischer Nachlass besteht aus Schauspielen, Romanen, Novellen und Gedichten, aus Holz- und Linolschnitten, Zeichnungen und Gemälden, aus Vokal- und Instrumentalmusik. 1930 begann er den Fragment gebliebenen, auf drei Bände angelegten Roman Peter Baumann, der weit über seinen Erstling Erzberger hinausgreifen sollte; geplant war die Darstellung eines Jahrzehnts demokratischer Entwicklung in Deutschland.

## Die veröffentlichten Werke

### Dramen
- Der Diktator. Berlin 1923.
- Die drei Marien. Berlin 1930.

### Heimatspiele
- Narrenspiel der Stadt Hechingen. Hechingen 1927.
- Der Oettinger. Hechingen 1927.
- Der Ulrichsprung. München 1928.
- Mechtild von Hohenberg. Haigerloch 1929.

### Romane
- Erzberger. Ein Kulturroman der Gegenwart. Dillingen/München 1922.
- Der bronzene Gott. Roman aus dem kommunistischen Ungarn. Dillingen/München 1922.
- Der Erbe von Herrenroda. Roman aus dem Zusammenbruch des alten Reiches. Dillingen/München 1922.

### Novellen und Schriften
- Herrn von Balsacs Lieben und Sterben. Hechingen 1925.
- Johann Georg Weckenmanns Arbeiten in Hohenzollern. Eßlingen 1930.
- Vera. Koblenz 1930.
- Kritiken über Theater, Musik und bildende Kunst (unterschrieben mit K. W. oder Dr. K. W.). Hechingen 1922–1931.

### Gedichte
- Mitka (veröffentlicht unter dem Namen Maler Haide). Berlin/Leipzig 1913.

### Einführung und Auswahl
- Johann Georg Hamann: Schriften. Leipzig 1921. Faksimile-Ausgabe Frankfurt am Main 1980.

### Vokalmusik
- Der verirrte Jäger für Singstimme mit Klavierbegleitung, Gedicht von Eichendorff. Leipzig 1910.
- Loreley für Singstimme mit Klavierbegleitung, Gedicht von Eichendorff. Leipzig o. J.
- Zollerlied für drei gleiche Stimmen, Text vom Komponisten. Breslau 1929.
- Zollerlied für gemischten Chor, Text vom Komponisten. Breslau 1929.

### Holzschnitte
- Mutter und Kind. Lukas. Johannes. Sonnenaufgang. Schifflein im Sturm. Regensburg 1932.[4]